# Trosvlier
De trosvlier of bergvlier (Sambucus racemosa) is een struik uit de muskuskruidfamilie (Adoxaceae). De trosvlier staat op de Nederlandse Rode lijst van planten als algemeen voorkomend en sinds 1950 stabiel of toegenomen. De trosvlier komt van nature voor in de koudere en gematigde streken op het hele noordelijk halfrond.
De struik wordt tot 6 meter hoog. Het merg in de grijze, gebogen takken is geelachtig bruin. De lichtgroene, oneven geveerde, 15-30 cm lange bladeren hebben vijf tot zeven langwerpig-eironde, scherp getande, lang toegespitste blaadjes.
De struik bloeit in april en mei met geelachtig witte, 3 mm grote bloemen in ei- of kegelvormige, 3-6 cm brede pluimen. De helmknoppen zijn geelachtig.

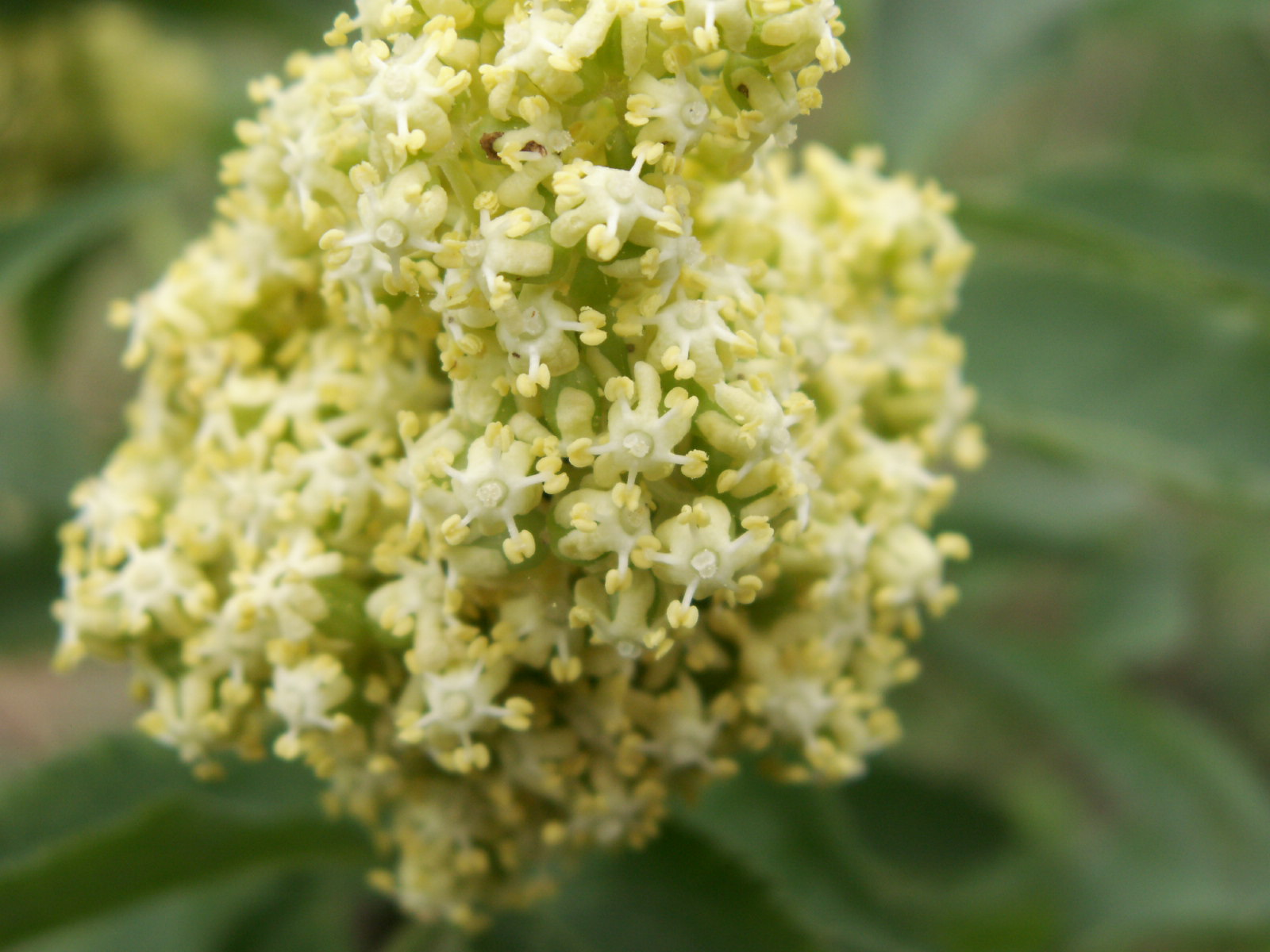
Bloemen

De vrucht is een ronde, rode, soms goudgele, 3-6 mm grote steenvrucht met drie tot vijf zaden.

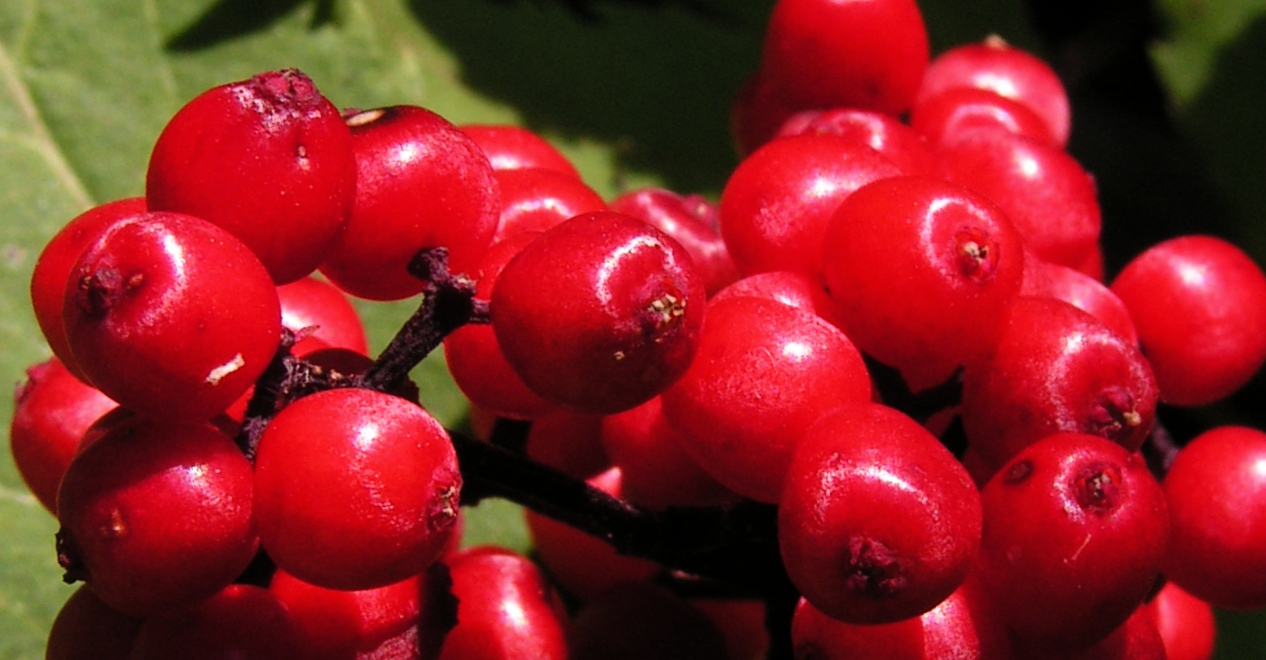
Vruchten

De trosvlier komt voor op droge, zure grond in lichte bossen, heggen en op plaatsen van gekapte bomen.

## Ondersoorten
De volgende ondersoorten en vormen worden onderscheiden:
- subsp. kamtschatica
- subsp. pubens
  - var. arborescens
  - var. melanocarpa
  - var. microbotrys 
  - var. pubens
- subsp. racemosa
- subsp. sibirica
- subsp. sieboldiana
  - f. nakaiana
  - f.  sieboldiana
  - f.  stenophylla

## Cultivars
Enkele cultivars zijn:
- 'Plumosa'

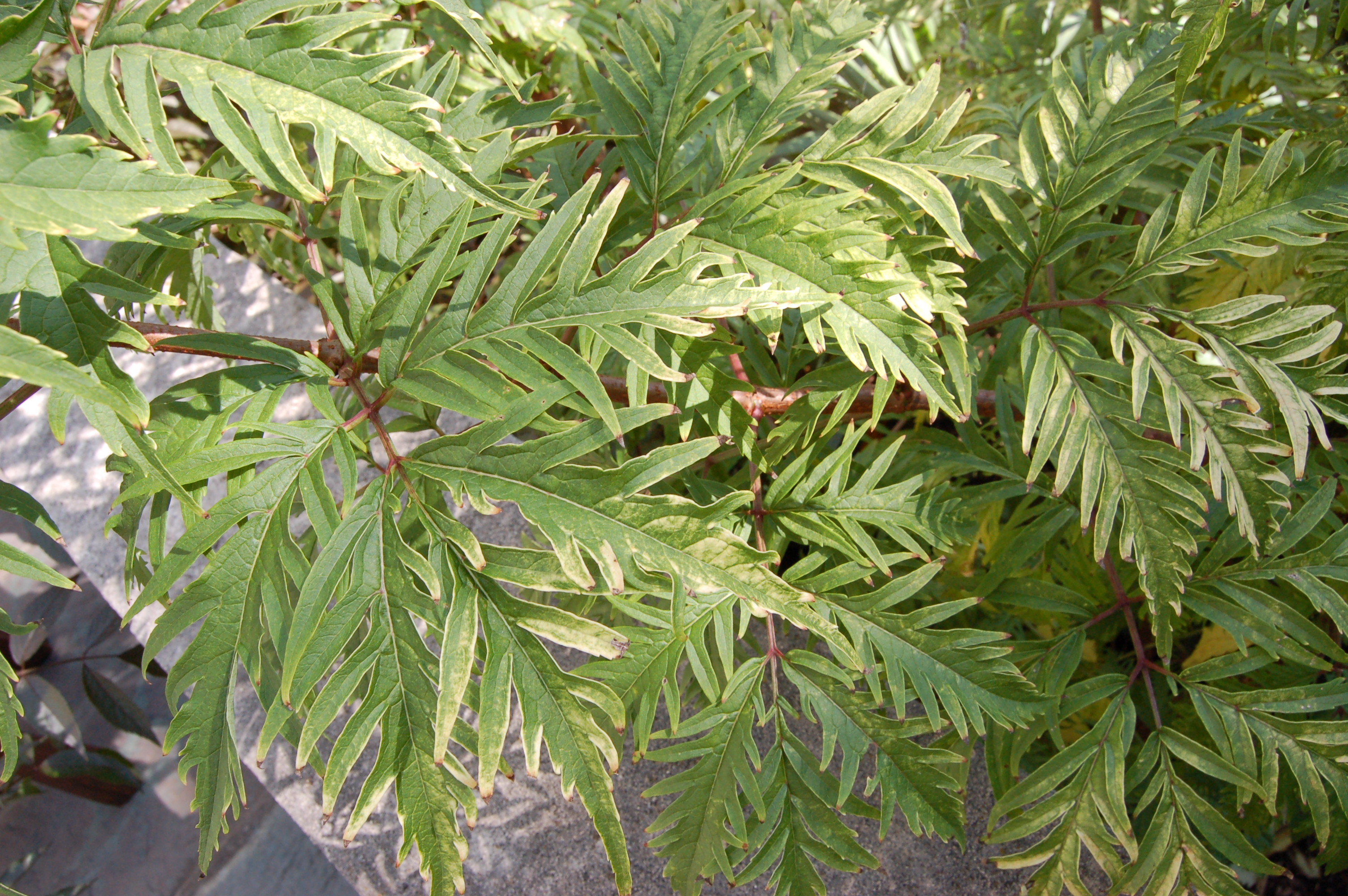
'Sutherland Golden'

- 'Plumosa Aurea' - met goudgeel diep ingesneden blad
- 'Goldenlocks' - met goudgeel diep ingesneden blad
- 'Sutherland Golden' - met goudgeel diep ingesneden blad
- 'Tenuifolia' - met smal blad

## Namen in andere talen
- Duits: Trauben-Holunder
- Engels: Red-berried Elder, European Red Elderberry
- Frans: Sureau rouge